# Pelangas
Pelangas is een bestuurslaag in het regentschap Bangka Barat van de provincie Bangka-Belitung, Indonesië. Pelangas telt 2094 inwoners (volkstelling 2010).